# Alberto Moleiro
Alberto Moleiro González (Santa Cruz de Tenerife, 30 settembre 2003) è un calciatore spagnolo, centrocampista del Villarreal.

## Caratteristiche tecniche
È un trequartista molto tecnico, dotato di un buon tiro e con un'ottima visione di gioco, bravo nel gioco verticale; per le sue caratteristiche è stato paragonato a Pedri.

## Carriera

### Club
Cresciuto nel settore giovanile del Las Palmas, in cui è entrato nel 2018, ha esordito in prima squadra il 15 agosto 2021, a soli 17 anni, nella partita di campionato pareggiata per 1-1 contro il Real Valladolid; l'11 settembre segna la prima rete tra i professionisti, in occasione dell'incontro di Segunda División pareggiato per 1-1 contro l'Ibiza. Il 4 luglio 2022 prolunga con il club gialloblù fino al 2026.
Il 17 giugno 2025 viene annunciato il suo passaggio al Villarreal a partire dalla stagione successiva, firmando un contratto valido fino al 2030.

### Nazionale
Ha giocato nelle nazionali giovanili spagnole Under-19 ed Under-21.

## Statistiche

### Presenze e reti nei club
Statistiche aggiornate all'11 febbraio 2024.
| Stagione        | Squadra         | Campionato      | Campionato | Campionato | Coppe nazionali | Coppe nazionali | Coppe nazionali | Coppe continentali | Coppe continentali | Coppe continentali | Altre coppe | Altre coppe | Altre coppe | Totale | Totale |
| Stagione        | Squadra         | Comp            | Pres       | Reti       | Comp            | Pres            | Reti            | Comp               | Pres               | Reti               | Comp        | Pres        | Reti        | Pres   | Reti   |
| --------------- | --------------- | --------------- | ---------- | ---------- | --------------- | --------------- | --------------- | ------------------ | ------------------ | ------------------ | ----------- | ----------- | ----------- | ------ | ------ |
| 2021-2022       | Las Palmas      | SD              | 35+2       | 3          | CR              | 1               | 0               | -                  | -                  | -                  | -           | -           | -           | 38     | 3      |
| 2022-2023       | Las Palmas      | SD              | 40         | 0          | CR              | 2               | 0               | -                  | -                  | -                  | -           | -           | -           | 42     | 0      |
| 2023-2024       | Las Palmas      | PD              | 14         | 2          | CR              | 3               | 1               | -                  | -                  | -                  | -           | -           | -           | 17     | 3      |
| Totale carriera | Totale carriera | Totale carriera | 89+2       | 5          |                 | 6               | 1               |                    | -                  | -                  |             | -           | -           | 97     | 6      |